# 음력 10월 3일
음력 10월 3일은 음력 10월의 3번째 날이다.

## 사건
- 1929년 - 광주 학생 항일 운동 발발.

## 탄생
- 1973년 - 대한민국의 가수 박강수.
- 1991년 -
  - 대한민국의 가수 범주.
  - 대한민국의 아나운서 김윤희.
  - 대한민국의 축구 선수 이민아.

## 기념일, 연중행사
- 개천절: 대한민국 임시정부 (1919년 ~ 1948년)

## 같이 보기
- 음력 360일: 1월 2월 3월 4월 5월 6월 7월 8월 9월 10월 11월 12월
- 전날:10월 2일 다음날:10월 4일 - 전달:9월 3일 다음달:11월 3일
- 양력:10월 3일
- 음력, 윤달